# جائزة بلجيكا الكبرى 2017
جائزة بلجيكا الكبرى 2017 هو سباق فورمولا 1 أقيم بتاريخ 27 أغسطس 2017 في حلبة دي سبا فرانكورشومب، ستافيلو، بلجيكا. كان الثاني عشر من أصل 20 في بطولة العالم لسباقات الفورمولا واحد موسم 2017. حلّ البريطاني لويس هاملتون أولا بينما جاء الألماني سباستيان فيتل في المركز الثاني وحصل على المركز الثالث الأسترالي دانيل ريكاردو. بلغ الحضور 265,000.

## الترتيب النهائي
|         | الترتيب | السائق        | النقاط |
| ------- | ------- | ------------- | ------ |
|         | 1       | سباستيان فيتل | 220    |
|         | 2       | لويس هاملتون  | 213    |
|         | 3       | فالتيري بوتاس | 179    |
|         | 4       | دانيل ريكاردو | 132    |
|         | 5       | كيمي رايكونن  | 128    |
| المصدر: |         |               |        |